# Ermita de Castilleja de Talhara (Benacazón)

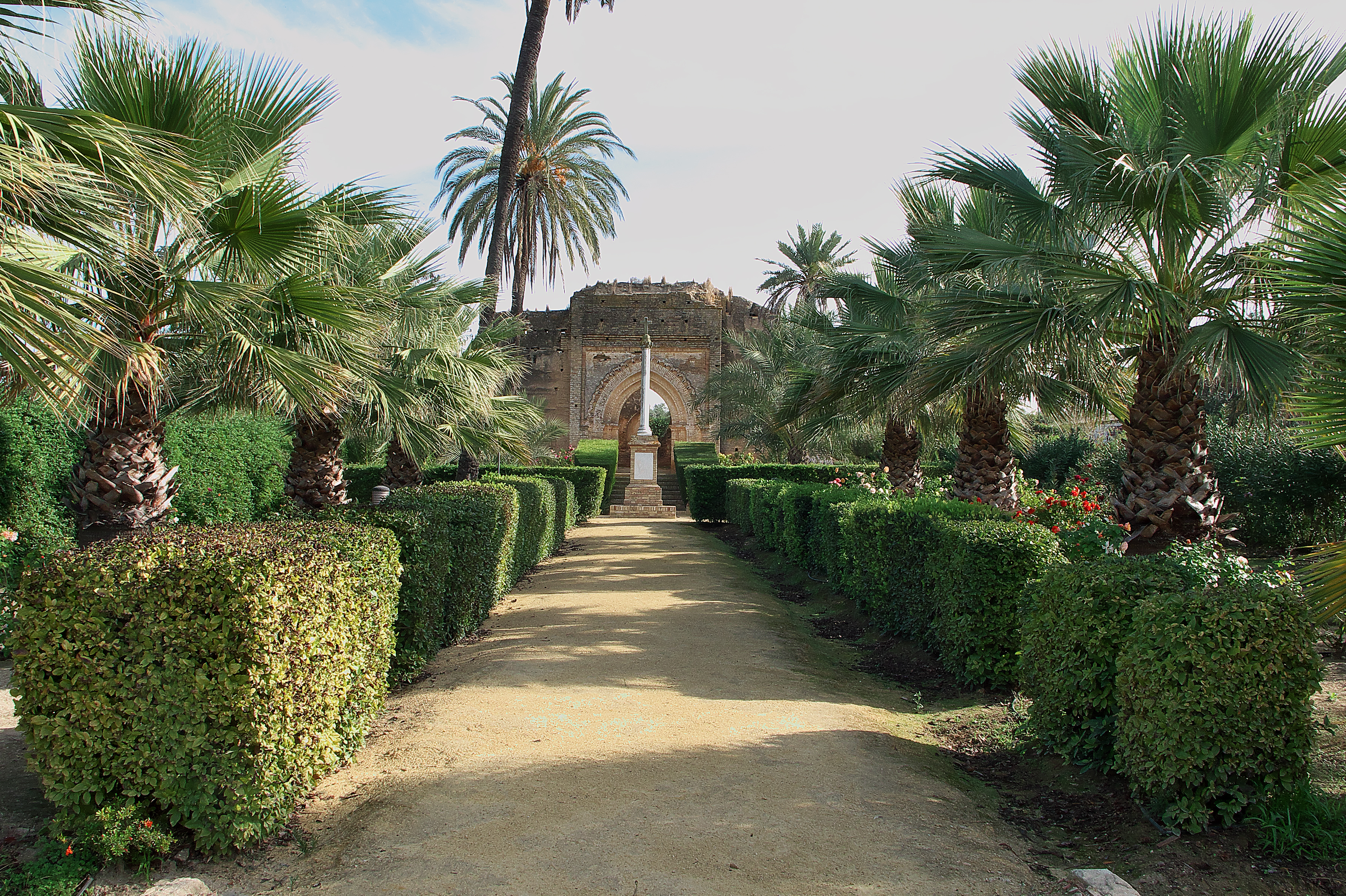
Fachada de poniente.

La ermita de Castilleja de Talhara es un monumento religioso fechada en el siglo XIV, que se encuentra en la localidad de Benacazón, en la provincia de Sevilla, (Andalucía, España). Situada en el despoblado de Castilleja de Talhara, es una de las iglesias mudéjares de mayor interés en el Aljarafe por sus bellas proporciones se encuentra en el centro, al lado de la iglesia y el ayuntamiento.

## Historia

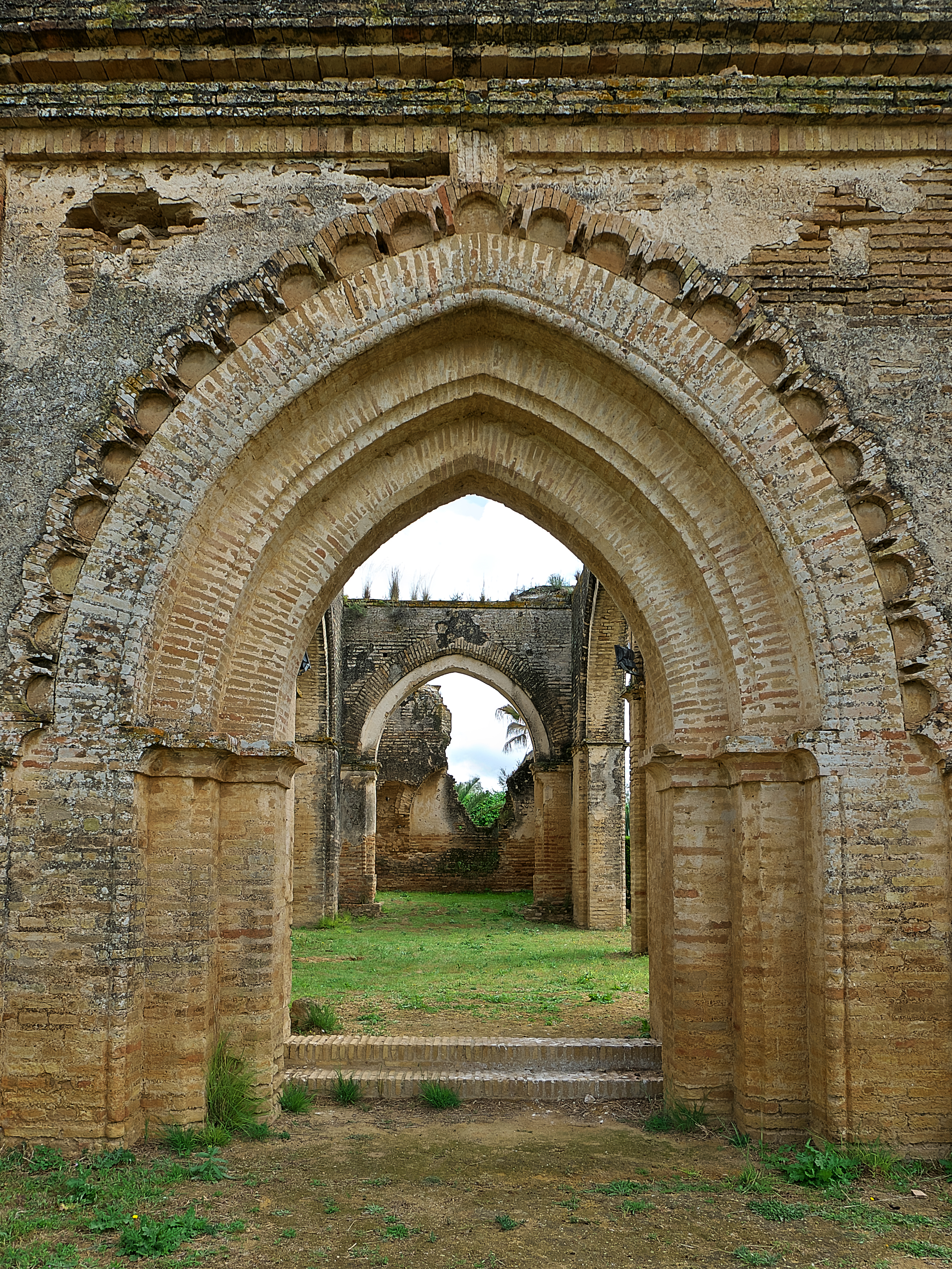
Portada de la iglesia

Construida en el siglo XIV, en la lápida de la cruz situada frente a la ermita de nos informa sobre la fundación de la villa de Talhara por Alfonso Fernández de Fuentes en 1369 y de otros propietarios posteriores. Las ruinas de esta iglesia se hallan junto a la hacienda del mismo nombre, dominando el valle del Guadiamar, cerca de la carretera que une Benacazón con Aznalcázar.

## Descripción
Está construida en ladrillo y tapial, contando con algunos elementos de cerámica vidriada en turquesa y manganeso en las ventanas. El templo es de planta basilical con tres naves de dos tramos con arcos apuntados y capilla mayor de planta cuadrada, como ponen de manifiesto los restos de las trompas que las soportan. En origen estuvo cubierta por bóvedas esquifadas de dieciséis lados. La capilla mayor es posiblemente el elemento más antiguo del conjunto. En el pilar del lado del Evangelio se observa la huella de los nimbos de una pintura mural medieval que representaría a la Virgen con el Niño.

## Conservación
Pese a su importancia histórico-artística, sufre de hundimientos en su techumbre y progresiva ruina y abandono.